# Maximilian Friedrich Sigismund von Uechtritz
Maximilian (Max) Friedrich Sigismund von Uechtritz (1785 - 1851) fue un naturalista y botánico alemán. Fue el padre del también naturalista Rudolf Carl Friedrich von Uechtritz.
Desarrolló una carrera militar, y siguió estudios botánicos y entomológicos, poseyendo colecciones de especímenes y también publicó artículos científicos.

## Vida y obra
Fue corresponsal con la mayoría de sus colegas de Europa: Paul F.A. Ascherson, John Gilbert Baker, Pierre Edmond Boissier, Vincze von Borbás, Alexander Braun, François Crépin, Elias Magnus Fries, Christian August Friedrich Garcke, August Grisebach, Lajos Haynald, Julius Milde, Anton Kerner von Marilaun, Karl Johann Maximowicz, August Neilreich, Josif Pančić, Jan Evangelista Purkyně, Heinrich Gottlieb Ludwig Reichenbach, Georg Schweinfurth, Ignaz Urban, Veit Brecher Wittrock.

### Algunas publicaciones
- 1820. Kleine Reisen eines Naturforschers ( Pequeño viaje de un naturalista). Ed. Korn. 350 pp. En línea

## Eponimia
Especies, híbridos
- (Apiaceae) Cachrys uechtritzii (Boiss. & Hausskn.) Herrnst. & Heyn[1]
- (Apiaceae) Prangos uechtritzii Boiss. & Hausskn.[2]
- (Gentianaceae) Gentiana uechtritzii Wettst.[3]
- (Rosaceae) Potentilla uechtritzii Zimm.[4]
- (Salicaceae) Salix uechtritzii Rouy[5]
- (Scrophulariaceae) Verbascum × uechtritzii Fritze ex Willk.[6]